# Ziggo Dome
Ziggo Dome é uma arena polivalente localizada na cidade de Amsterdã, na Holanda. A arena foi inaugurada oficialmente em 24 de junho de 2012, com uma capacidade de 17.000 lugares. O estádio foi patrocinado pela maior operadora de TV a cabo dos Países Baixos, a Ziggo. Em 2014, a premiação Ziggo Dome Awards foi anunciada, reconhecendo artistas que se apresentaram na arena.
Ziggo Dome é o maior local para shows em Amsterdã e na Holanda desde a sua abertura em meados de 2012. Muitos artistas locais, regionais e internacionais já se apresentaram no local, tais como Marco Borsato, Red Hot Chili Peppers, Kylie Minogue, Janet Jackson,  Shakira, Ariana Grande, Lady Gaga, Coldplay, Madonna, John Mayer, Adele, Muse, Metallica, Paul McCartney, Gorillaz, Elton John, Green Day, Radiohead, Pearl Jam, Linkin Park, Queens of the Stone Age, Lenny Kravitz, Depeche Mode, U2 e Aurora, entre outros.